# Muskusfabriek
Een muskusfabriek is een fabriek waar langs synthetische weg muskus wordt vervaardigd.

## Achtergrond
Muskus is een geurstof die vroeger werd gewonnen uit een klier van het muskushert, waartoe het dier gedood moest worden. Aldus stierf het muskushert vrijwel uit. Men zocht naar een synthetische vervanger en tegen het einde van de 19e eeuw werd deze gevonden. Hiertoe moest een grote hoeveelheid keukenzout vermengd worden met chemicaliën en langdurig gekookt, waarbij het vloeibaar werd. De vloeistof werd geneutraliseerd, gefiltreerd en gedroogd. Het filtraat, grote hoeveelheden keukenzout bevattend, werd op het oppervlaktewater geloosd. Het residu vormde het voorproduct, en dit werd op een afgelegen plek (vanwege de stank) opgelost in butylalcohol, waarna tal van chemicaliën werden toegevoegd. Aldus ontstond een zurige vloeistof. Indien deze aan de buitenlucht werd blootgesteld verdampte er een bestanddeel en kwam de muskusgeur aan het licht. De gewonnen stof werd vermengd met het goedkopere antifebrine.
Hoewel dus in kleine hoeveelheden toegepast in parfums, is de geur ervan in hogere concentraties welhaast ondraaglijk. Dit maakte dat de verwerking tot eindproduct op afgelegen plaatsen diende te gebeuren en dat fabrikanten en naaste medewerkers zo doordrongen raakten van de geur dat ze zich feitelijk nergens konden vertonen, en vooral niet bij de instanties die de benodigde vergunningen moesten verlenen.
Hier kwam bij dat op het procedé een patent berustte dat in bezit was van een fabriek in Elzas-Lotharingen. Een Belgische fabrikant ontfutselde het geheim via bedrijfsspionage en trachtte in Schaarbeek een fabriek op te zetten. Dit was echter verboden, daar het patent rechtsgeldig was in België, Frankrijk en Duitsland. In Frankrijk bevond zich een grote afnemer.
Aldus trachtte men in Nederland een muskusfabriek op te zetten, hetgeen uiteraard op de nodige weerstand stuitte vanwege de stank, waarover de omwonenden zich al spoedig beklaagden.
Los van de stank diende zich het probleem aan van het transport van de muskus naar België en verder naar Frankrijk. Dit diende op illegale wijze te gebeuren, en wel door middel van smokkel. Dat de smokkelaars goedkope kleding moesten dragen spreekt vanzelf: de kleding was immers, na eenmalig gebruik ervan, volstrekt onbruikbaar geworden.

## Fabrieken
Een poging om, in 1892, in Roermond een muskusfabriek te beginnen leidde tot de oprichting van Chemische Werken Roermond te Herkenbosch. Voor de productie van muskus werd echter geen vergunning verleend.
Omstreeks hetzelfde jaar trachtten, voor het merendeel uit Duitsland afkomstige, ondernemers ook op andere plaatsen een muskusfabriek op te zetten. Zo werkte men in Udenhout vanuit een plaggenhut op de heide, vervolgens in het afgelegen Beilen en daarna poogde men de fabriek in te richten op een oude boot nabij Papendrecht. Steeds opereerde men in eerste instantie clandestien, om pas na enige tijd een vergunning aan te vragen, die dan steevast geweigerd werd.

## Tilburg
In december 1892 vroeg de in Tilburg woonachtige Julius Wagner vergunning aan om een gebouwtje op te richten op een eenzaam terrein aan de grens van het gebied van Tilburg en Riel, teneinde daar kunstreukwerken te produceren. Op 18 januari 1893 werd de aanvraag niet-ontvankelijk verklaard, waarna een juridische procedure begon. Ondertussen werd er volop geproduceerd en regende het klachten. Wagner werd als den stinkerd betiteld en hij werd in een spotlied op luidruchtige wijze op de hak genomen. Nu had hij, onder meer door hier en daar geld te schenken, ook een aantal vrienden gemaakt, waaronder de burgemeester van Alphen en Riel. Dit alles woog echter niet op tegen de steeds feller protesten van de omwonenden. In de herbergen werden handtekeningenlijsten neergelegd waarin met kracht werd opgeroepen om een einde te maken aan de walgelijke lucht-verpesting die de fabriek teweegbracht.
In september 1894 werd het beroep van Julius Wagner definitief niet-ontvankelijk verklaard. Hij vertrok hierop uit Tilburg, een aanzienlijke bodemverontreiniging achterlatend.